# NGC 814
NGC 814 este o galaxie lenticulară situată în constelația Balena. A fost descoperită în 6 ianuarie 1886 de către Ormond Stone⁠(d). Se află la o distanță de 21 de megaparseci de Pământ.